# Egzarchat Bułgarski
Egzarchat Bułgarski (bułg. Българска екзархия) – autokefaliczny Kościół prawosławny funkcjonujący na ziemiach bułgarskich pod panowaniem tureckim, a następnie w niepodległej Bułgarii, w latach 1870–1953.
Po podbiciu Bułgarii przez Turcję, Bułgarski Kościół Prawosławny został zlikwidowany, a jego struktury podporządkowane Patriarchatowi Konstantynopolitańskiemu. Oznaczało to oddanie katedr położonych na ziemiach bułgarskich w ręce biskupów greckich, prowadzących politykę hellenizacji podległych im struktur. Sprzeciw niższego duchowieństwa prawosławnego (narodowości bułgarskiej) przeciw tej sytuacji miał wpływ na rozwój bułgarskiego ruchu narodowego, który z kolei w I poł. XIX w. zaczął się domagać przywrócenia Kościołowi prawosławnemu w Bułgarii jego dawnej niezależności. Między duchowieństwem bułgarskim i greckim doszło do otwartego konfliktu, przywódcy bułgarscy i greccy hierarchowie nie doszli do porozumienia. Ostatecznie w 1870 sułtan Abdülaziz zezwolił Bułgarom na utworzenie własnej struktury kościelnej.
Egzarchat nie został uznany przez Patriarchat Konstantynopolitański za strukturę kanoniczną, tym bardziej, że w 1872 egzarcha Antym zamiast przewidywanej wcześniej autonomii ogłosił autokefalię kierowanej przez siebie administratury. W tym samym roku prawosławne patriarchaty starożytne ogłosiły Egzarchat Bułgarski instytucją heretycką. Inne autokefaliczne Kościoły prawosławne nie potępiły go w analogiczny sposób.
Egzarchat Bułgarski funkcjonował także po odzyskaniu niepodległości przez Bułgarię, przy czym jego siedzibą do 1913 pozostawał Konstantynopol. W 1953 został przekształcony w Patriarchat Bułgarii, wtedy też Patriarchat Konstantynopolitański uznał legalność jego funkcjonowania.

## Powstanie egzarchatu

### Konflikt grecko-bułgarski
Po tureckim podboju Bułgarii autokefalia miejscowego patriarchatu prawosławnego została zlikwidowana, a jego struktury podporządkowano patriarsze Konstantynopola. Praktyką stało się obejmowanie katedr biskupich na ziemiach bułgarskich przez Greków, nieznających miejscowego języka i wrogo odnoszących się do miejscowej tradycji i cerkiewnosłowiańskiego języka liturgicznego. Biskupi greccy forsowali użycie koine w liturgii, w szkołach i urzędach cerkiewnych, jak również niszczyli zabytki piśmiennictwa cerkiewnosłowiańskiego. Dodatkową przyczyną niechęci między greckimi biskupami a bułgarskim białym duchowieństwem i wiernymi stała się chciwość Greków, eksploatujących wiernych także ekonomicznie. Wielu hierarchów nie miało prawdziwego powołania duchownego i interesowała się jedynie materialnymi korzyściami. Grecy kontrolowali również najważniejsze bułgarskie monastery poza Zografu na Athosie oraz Monasterem Rylskim. Reakcją na politykę hellenizacji był opór i ożywienie uczuć narodowych. Duchowieństwo prawosławne odegrało wiodącą rolę w początkach bułgarskiego odrodzenia narodowego. Mnich Paisjusz z klasztoru Chilandar na Athosie przed 1760 napisał Słowianobułgarską historię, którą następnie rozpowszechniali na ziemiach bułgarskich duchowni na czele z ks. Stojko Władysławowem, późniejszym biskupem wraczańskim Sofroniuszem.
Konflikt grecko-bułgarski z czasem nasilał się. W latach 20. XX wieku doszło do pierwszych przypadków wypędzania greckich biskupów z katedr przez bułgarskich wiernych. Za każdym razem patriarcha Konstantynopola nakazywał powrót niepopularnego hierarchy. Bułgarzy nie rezygnowali jednak ze starań o restytucję autokefalii Patriarchatu Bułgarskiego. Dodatkowo zainspirował ich do tego sukces dążeń niepodległościowych Greków w 1830, a następnie zapowiedź reform w osmańskiej Turcji. Przywódcami Bułgarów byli mnisi Neofit (do swojego uwięzienia w 1845) oraz Hilarion z monasteru Chilandar, w 1856 wyświęcony na biskupa makariopolskiego.

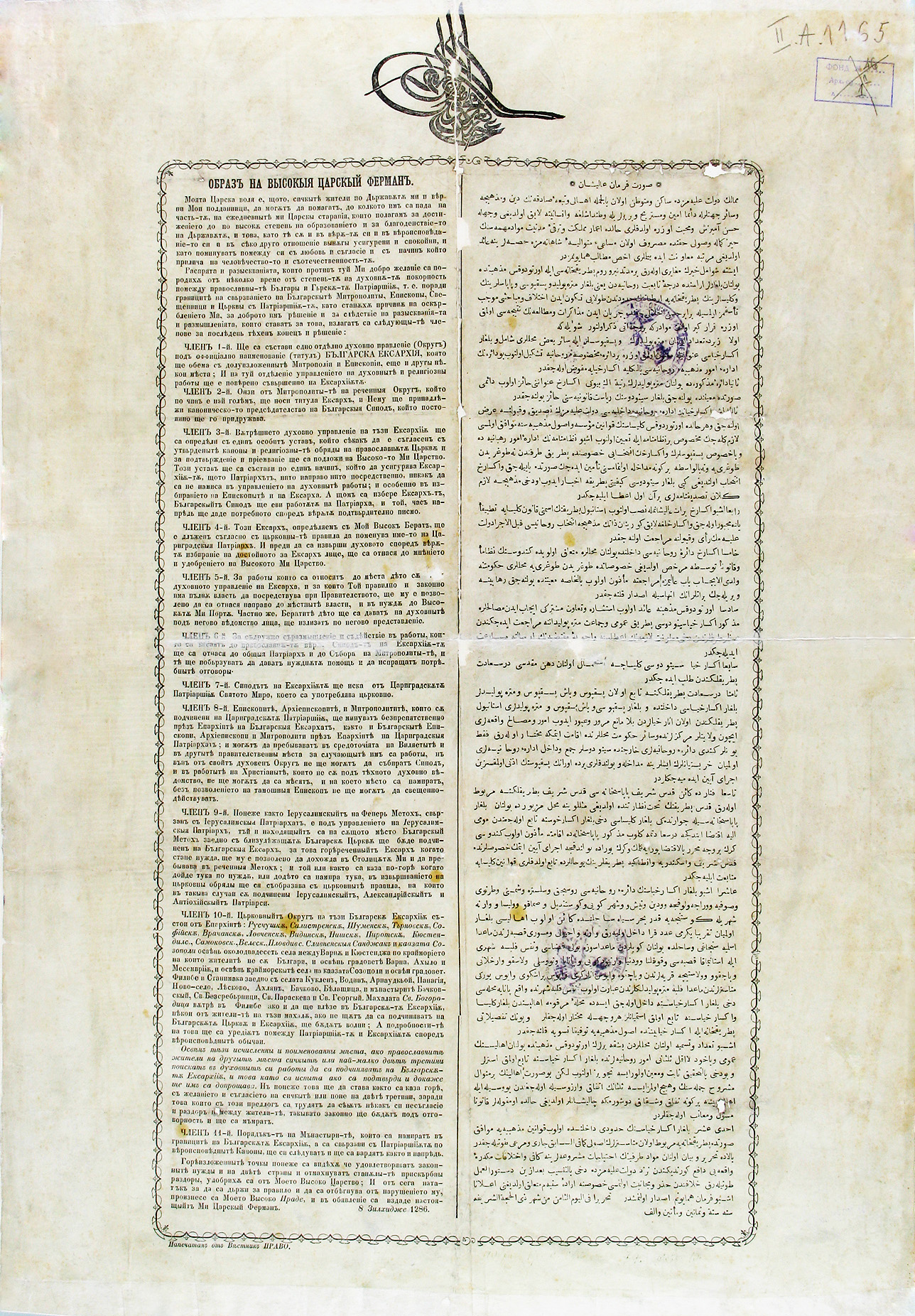
Ferman sułtański ustanawiający Egzarchat Bułgarski

Od 1847 Bułgarzy otrzymywali regularne wsparcie finansowe z Rosji. Ponadto w latach 1848 i 1851 patriarcha konstantynopolitański Antym IV zgadzał się wyświęcić pięciu bułgarskich biskupów. Nie zadowalało to jednak Bułgarów, którzy domagali się autokefalii, a przynajmniej gwarancji, że Konstantynopol zgodzi się kierować na ziemie bułgarskie wyłącznie biskupów tej narodowości i nie będzie przeciwstawiał się ich działalności oświatowej i narodowej. Rosnący w siłę bułgarski ruch na rzecz restytucji autokefalii podzielił się po 1856 na dwa stronnictwa – umiarkowanych „starych” i radykalnych „młodych”, którzy odrzucali wszelki kompromis z Konstantynopolem. Podczas gdy „starzy” byli skłonni uregulować kwestie sporne drogą rozmów z biskupami greckimi, nie spotykali u nich gotowości do najmniejszych ustępstw. Strategia rozmów była zatem coraz mniej popularna, na znaczeniu zyskiwali natomiast „młodzi”, którzy ponownie doprowadzili do siłowego usuwania greckich biskupów z ziem bułgarskich. Ostatecznie w 1860 biskup Hilarion, odprawiając Świętą Liturgię, ostentacyjnie pominął imię patriarchy Konstantynopola w tych miejscach, gdzie powinna następować modlitwa za zwierzchnika odpowiedniego autokefalicznego Kościoła. Oznaczało to otwarty rozłam. Mimo to „starzy” nie ustawali w próbach pokojowego porozumienia z Konstantynopolem. Równocześnie rosyjska ambasada w Stambule już otwarcie wspierała „młodych”. W 1870 rosyjski poseł Nikołaj Ignatjew przekonał sułtana Abdülaziza do wydania fermanu sankcjonującego utworzenie Egzarchatu Bułgarskiego na ziemiach zamieszkanych przez ludność tej narodowości.

### Utworzenie egzarchatu

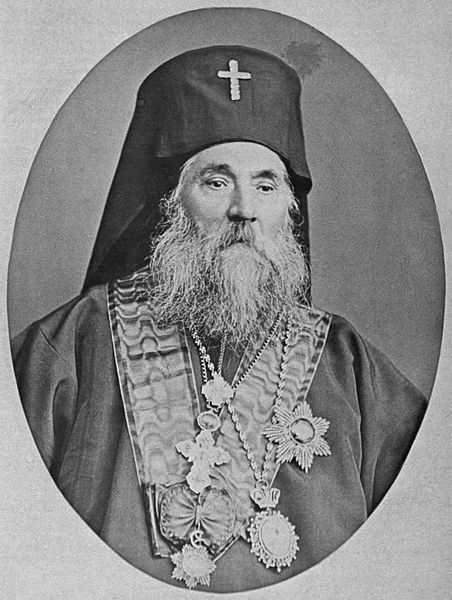
Egzarcha Antym

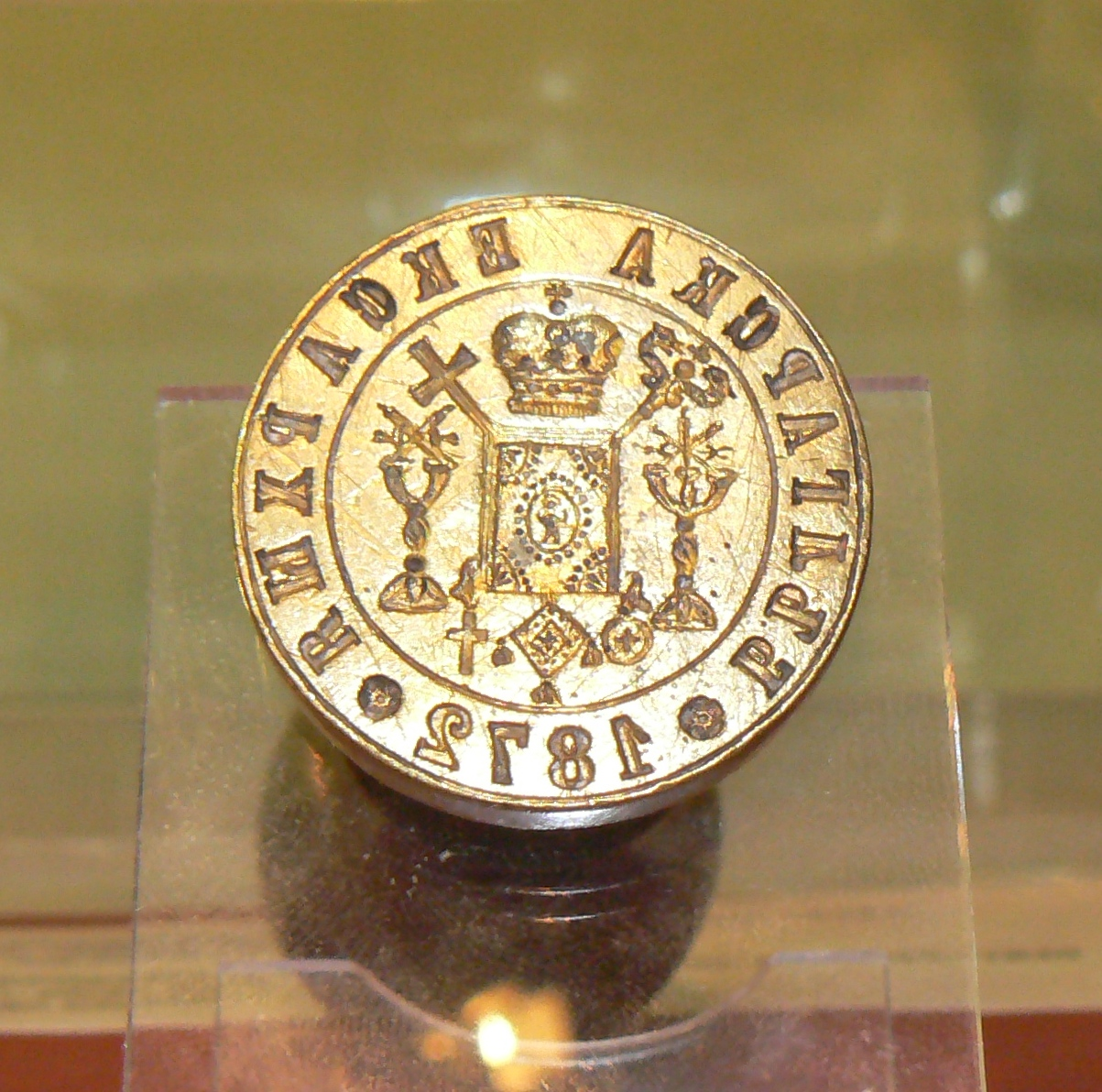
Pieczęć egzarchatu z 1872

Ferman sułtański z 1870 nie satysfakcjonował w pełni ruchu bułgarskiego. Zakładał jedynie utworzenie egzarchatu, jednostki autonomicznej w strukturach Patriarchatu Konstantynopolitańskiego, a nie restytucję autokefalii Patriarchatu Bułgarii. Nakazywał także Synodowi Egzarchatu konsultować wszystkie najważniejsze decyzje z patriarchą, on też zatwierdzał kandydata na egzarchę. Analogicznie nie zrealizowano żądań bułgarskich w zakresie zasięgu terytorialnego nowej administratury, gdyż nie włączono do niej całej Tracji i Macedonii. Nietypowe rozwiązanie zastosowano w odniesieniu do eparchii warneńskiej i płowdiwskiej, gdzie pozostawiono biskupów greckich, lecz wyjęto spod ich jurysdykcji wszystkie parafie wiejskie, pozwalając im kontrolować jedynie świątynie w stolicach eparchii. Do egzarchatu zaliczono następujące eparchie: czerweńską, dorostolską, kiustendiłską, łowecką, niską, niszawską, presławską, samokowską, sofijską, tyrnowską, weleską, widyńską oraz wraczańską. Drogą plebiscytu wśród wiernych rozstrzygnięto także o włączeniu do egzarchatu struktur prawosławnych w okręgach skopijskim, ochrydzkim i monastirskim. Na ich terenie powstały eparchie skopijska, ochrydzka i weleska. Jurysdykcję egzarchatu uznały również słowiańskie wspólnoty prawosławne w Bitoli, Prilepie, Strumicy, Wodenie, Seresie, Kosturze i Salonikach.
Patriarcha Konstantynopola Grzegorz VI bezskutecznie protestował przeciwko utworzeniu egzarchatu, ostatecznie zaś zrzekł się urzędu. Z poparciem sułtana tymczasowa rada egzarchatu opracowała statut wewnętrzny administratury, jednak i tym razem między Bułgarami i Grekami nie doszło do porozumienia - kością niezgody pozostawały eparchie w Tracji i Macedonii. W styczniu 1872 biskupi bułgarscy, pod naciskiem zniecierpliwionych „młodych”, wypowiedzieli patriarsze posłuszeństwo. Miesiąc później w Stambule odbył się sobór cerkiewno-ludowy, który początkowo wybrał na egzarchę metropolitę łoweckiego Hilariona. Jego kandydatura została jednak odrzucona przez sułtana. Wówczas wskazano metropolitę widyńskiego Antyma. Kandydaturę tę wspierał poseł rosyjski, gdyż Antym uzyskał wykształcenie teologiczne na Moskiewskiej Akademii Duchownej i od tego czasu sympatyzował z koncepcjami słowianofilskimi.
11 maja 1872 egzarcha Antym, wbrew wcześniejszym ustaleniom, ogłosił autokefalię Egzarchatu Bułgarskiego. Poparło go siedmiu bułgarskich biskupów. Patriarcha konstantynopolitański Antym VI ogłosił pozbawienie go urzędu egzarchy, jak również ekskomunikował lub usunął z katedr biskupich jego najbliższych współpracowników. We wrześniu 1872 w Konstantynopolu odbył się sobór z udziałem przedstawicieli prawosławnych patriarchatów starożytnych, który potępił Egzarchat Bułgarski, ogłosił go wytworem herezji etnofiletyzmu i uznał, że jedyną kanoniczną jurysdykcją dla Bułgarów winien być Patriarchat Konstantynopola. Postanowienia soboru doprowadziły do zerwania łączności kanonicznej przez obydwa Kościoły; patriarcha nie był natomiast w stanie zapobiec rzeczywistemu rozwojowi egzarchatu. Co więcej, za swoją niezdolność do rozwiązania konfliktu z Bułgarami musiał zrezygnować z urzędu.

## Funkcjonowanie

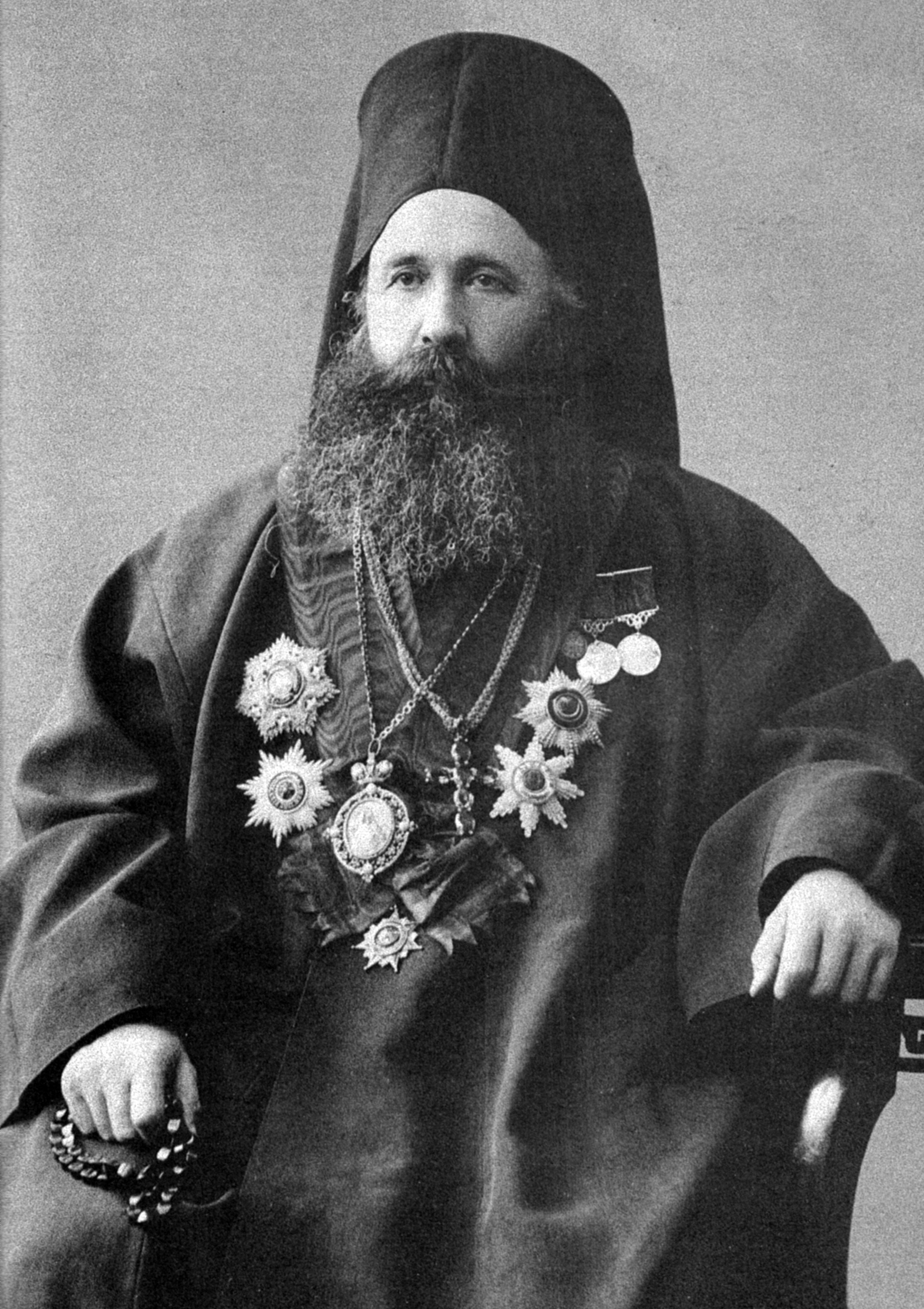
Egzarcha Józef

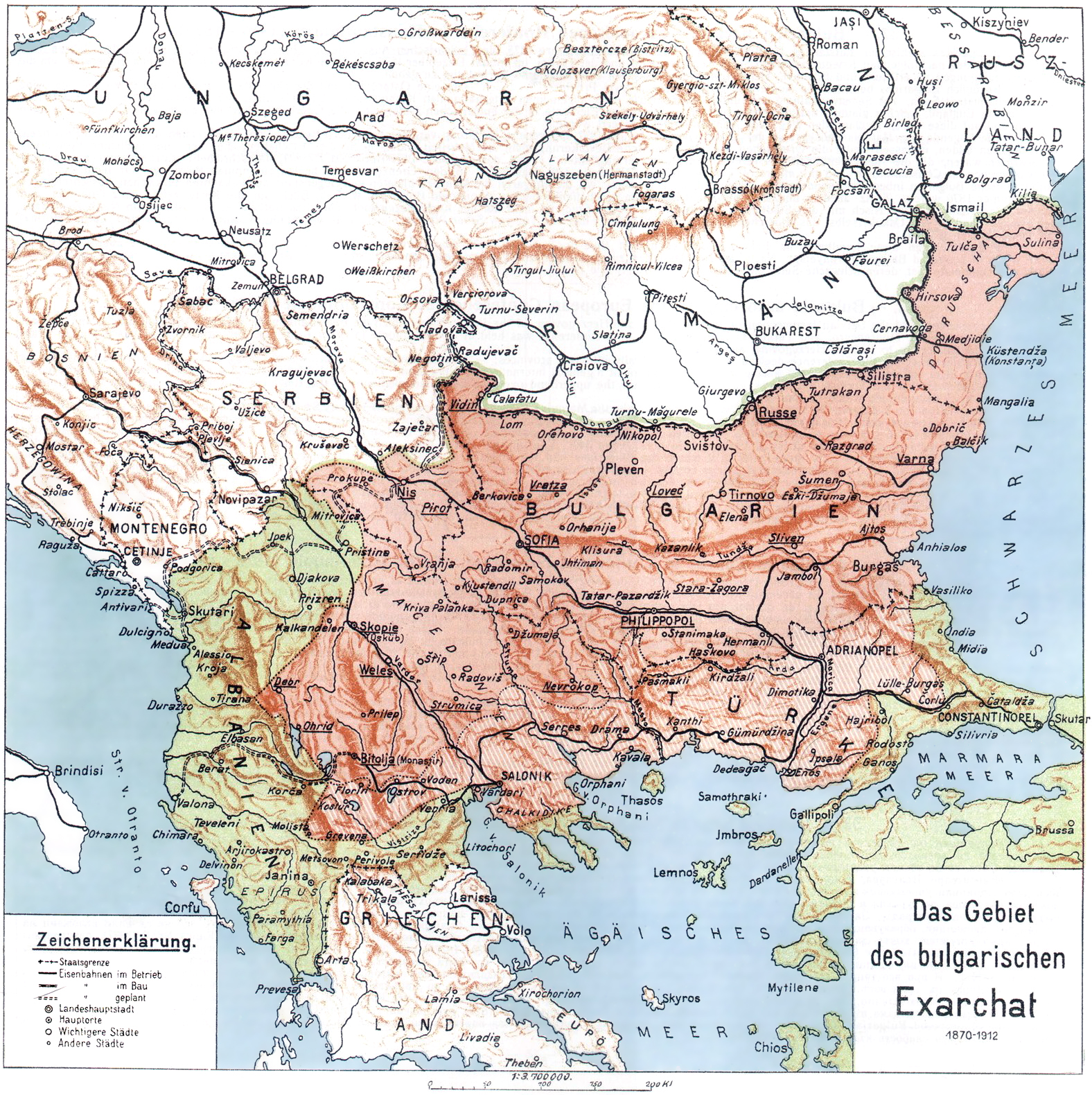
Egzarchat Bułgarski w latach 1870–1913

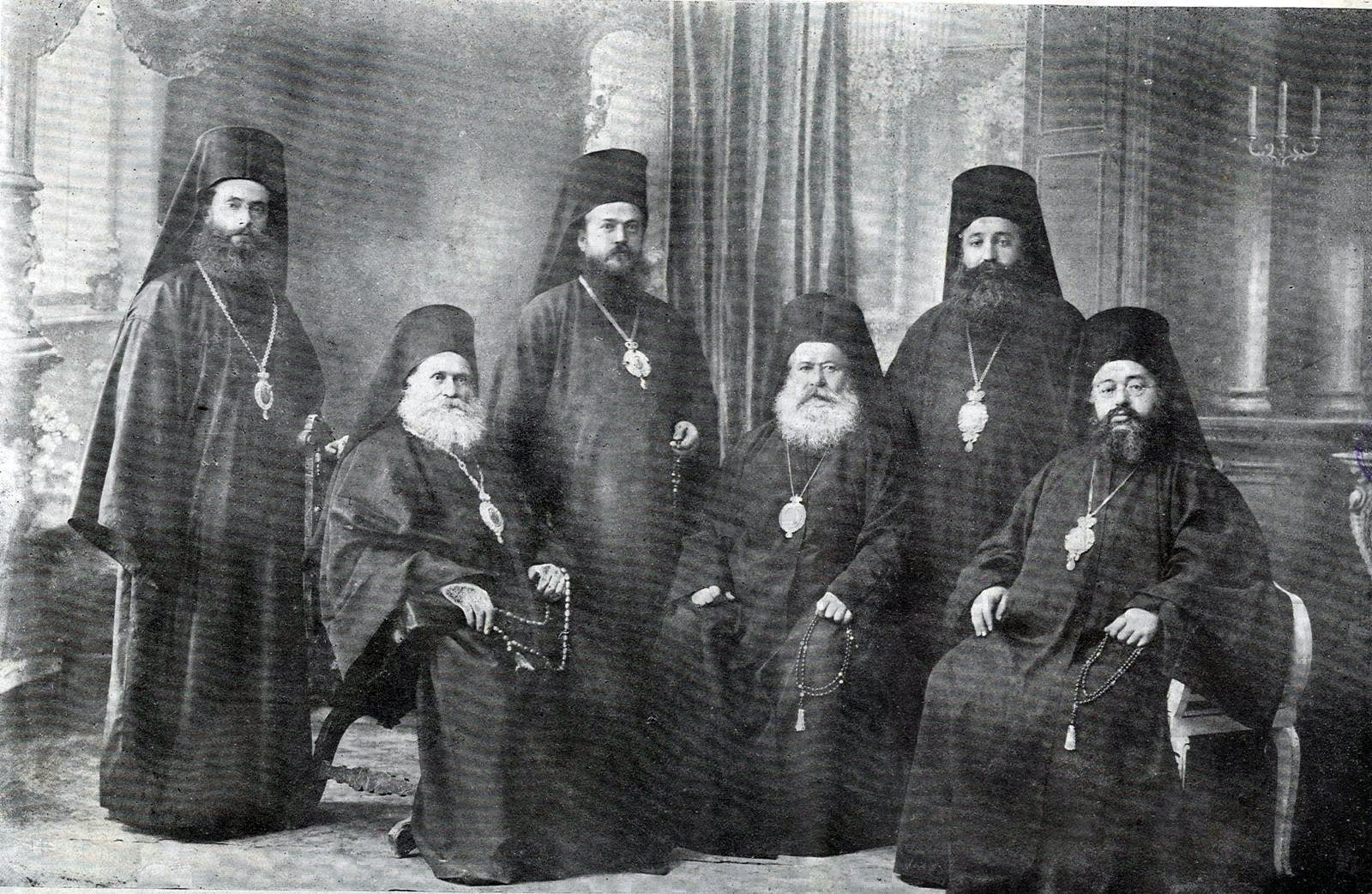
Metropolici bułgarscy usunięci ze swoich katedr w Macedonii po 1912

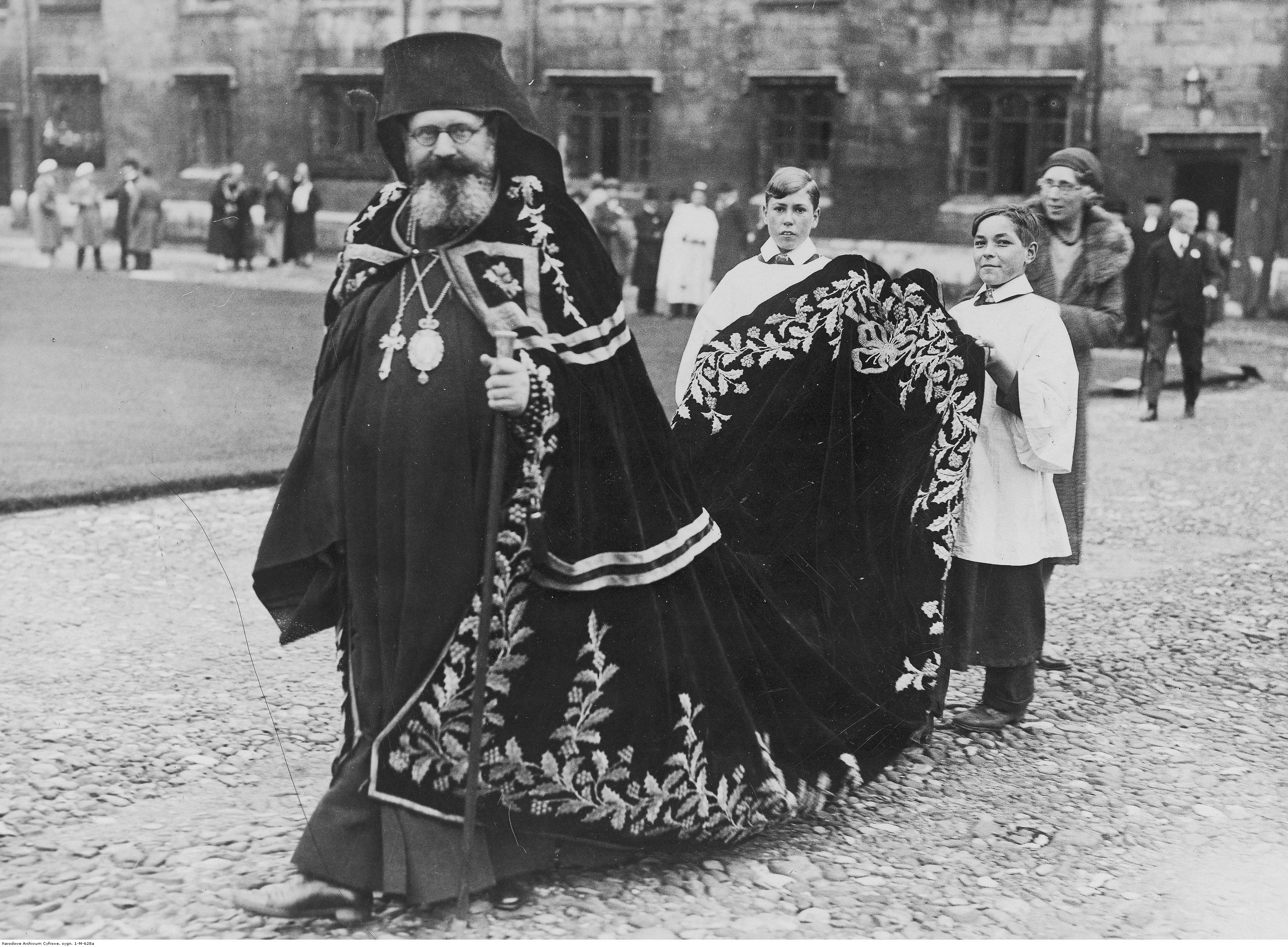
Egzarcha Stefan

### W Turcji
Egzarchat Bułgarski pozostawał ośrodkiem aspiracji niepodległościowych Bułgarów. Pod egidą poszczególnych eparchii rozwijało się bułgarskie szkolnictwo. Egzarcha Antym służył także jako mediator między coraz silniej zantagonizowanymi środowiskami patriotów bułgarskich. Po krwawym stłumieniu powstania kwietniowego w 1876 nagłaśniał informacje o okrucieństwie żołnierzy tureckich, skierował w tej sprawie memorandum do rządów najważniejszych państw zachodnioeuropejskich. Za taką postawę został uwięziony i spędził w odosobnieniu rok. Podczas gdy działacze związani dotąd z grupą „młodych” skupili się na organizacji powstania zbrojnego w Bułgarii, duchowieństwo prawosławne zajmowało się tworzeniem szkół i zwalczaniem propagandy greckiej w Macedonii i Tracji.
W zastępstwie uwięzionego hierarchy urząd egzarchy objął metropolita łowecki Józef, który zachował go także po zwolnieniu Antyma w 1878. Po wybuchu wojny rosyjsko-tureckiej w 1877 bułgarscy biskupi musieli opuścić swoje katedry w Macedonii. Patriarchat Konstantynopolitański starał się następnie uzyskać u władz tureckich zgodę na skierowanie na ich miejsce hierarchów greckich.

### W Bułgarii

#### Do I wojny światowej
Egzarchat Bułgarski odgrywał znaczną rolę w utworzonym po kongresie berlińskim Księstwie Bułgarskim, prowadził także swoje administratury w Turcji i w Rumelii Wschodniej. Siedzibą egzarchy pozostawał Konstantynopol. Wszyscy prawosławni biskupi oraz przedstawiciel Monasteru Rylskiego weszli automatycznie do Zgromadzenia Ustawodawczego opracowującego konstytucję nowego państwa, zaś były egzarcha Antym przewodniczył zgromadzeniu. Metropolita tyrnowski Klemens był drugim premierem Bułgarii, kierując między grudniem 1879 a lutym 1880 konserwatywnym rządem. Konstytucja Księstwa Bułgarii czyniła z prawosławia wyznanie państwowe, przy zachowaniu tolerancji dla innych wyznań. Nie zezwalała również innym autokefalicznym Kościołom prawosławnym, poza egzarchatem, na prowadzenie działalności duszpasterskiej w Bułgarii.

#### Działalność Egzarchatu Bułgarskiego w Macedonii i Tracji do II wojny bałkańskiej
Eparchie Egzarchatu Bułgarskiego położone w Macedonii i Tracji były subsydiowane przez państwo, początkowo symbolicznie, a od 1882 – w znacznym stopniu. Fundusze te przeznaczane były zarówno na działalność typowo duszpasterską, jak i na organizację bułgarskich szkół, druk literatury; w ten sposób miejscowi Słowianie mieli zyskać bułgarską świadomość narodową, a z czasem przyłączyć się do państwa bułgarskiego. Energiczne działania egzarchy i jego zabiegi czynione u władz tureckich sprawiły, że w latach 80. XIX w. działalność wznowiła większość parafii i cerkiewnych instytucji kulturalnych, które musiały ją zawiesić w czasie wojny rosyjsko-tureckiej. Otwierano również nowe bułgarskie biblioteki, księgarnie, towarzystwa naukowe i pensjonaty.
Bułgarscy duchowni angażowali się nie tylko w działalność kulturalną. Część z nich brała udział w formowaniu bułgarskich oddziałów zbrojnych, które walczyły w Macedonii nie tylko z Turkami, ale i aspirującymi do kontroli nad regionem Grekami i Serbami. Oficjalnie zachowując lojalność wobec Imperium Osmańskiego, egzarchat przyzwalał na działalność kapłanów bułgarskich w strukturach Wewnętrznej Macedońsko-Odrińskiej Rewolucyjnej Organizacji i w lokalnych komitetach rewolucyjnych.
Wzajemne relacje państwa i Kościoła pogorszyły się za rządów Stefana Stambołowa. Kością niezgody był stosunek Kościoła do nieprawosławnego władcy państwa, a następnie próba zmiany ustawy sukcesyjnej (zgoda na to, by kolejni rządzący nie musieli przyjmować prawosławia). Książę Ferdynand uległ jednak żądaniom duchowieństwa. W 1896 dwuletni następca tronu bułgarskiego Borys, ochrzczony uprzednio w Kościele katolickim, został przyjęty do Cerkwi prawosławnej. Za rządów Stambołowa, który przyczynił się do poprawy stosunków bułgarsko-tureckich, Egzarchat zyskał natomiast możliwość ponownego obsadzenia katedr w Macedonii (ochrydzkiej i skopijskiej). Zgodę na skierowanie biskupów otrzymał w 1890, zaś rok później władze tureckie udzieliły bułgarskim parafiom prawosławnym zezwolenia na tworzenie szkół. W 1894 oprócz już istniejących eparchii powstały administratury newrokopska i (na nowo) weleska. Po wojnie grecko-tureckiej w 1897 Turcja odebrała Patriarchatowi Konstantynopolitańskiemu także biskupstwa bitolskie, strumickie i diberskie, przekazując je Egzarchatowi Bułgarskiemu (w ten sposób odwdzięczono się za neutralność Bułgarii w wojnie). W tych eparchiach, które pozostawały nieobsadzone, władze tureckie zaakceptowały ustanowienie „egzarchijskich namiestników”, administratorów zastępujących biskupów.
Prawosławni utożsamiający się z egzarchatem (a zatem także z narodowością bułgarską) stanowili w końcu XIX w. najliczniejszą grupę wyznaniową na ziemiach macedońskich, chociaż świadomość bułgarską rozwinęli przede wszystkim mieszkańcy miast. Znacznie słabsze były wpływy greckie oraz serbskie, tworzył się dopiero macedoński ruch narodowy, środowiska chłopskie pozostawały wobec tych problemów obojętne.
Względnie przychylny stosunek władz tureckich do Egzarchatu Bułgarskiego uległ zmianie po powstaniu ilindeńskim, po którym administracja turecka zaczęła demonstracyjnie utrudniać działalność duchownych bułgarskich, faworyzując prawosławnych Serbów i Greków. Przedstawiciele obydwu tych Kościołów porozumieli się, by tym skutecznie przeciwdziałać szerzeniu się wpływów bułgarskich. W Macedonii dochodziło do starć zbrojnych między wymienionymi narodowościami. Państwo tureckie ponownie zaczęło wspierać Egzarchat Bułgarski po rewolucji młodotureckiej.
Do 1906 w Warnie i Płowdiwie rezydowali biskupi greccy, którzy w wymienionym roku zostali wypędzeni przez miejscowych Bułgarów, oburzonych postępowaniem Greków wobec słowiańskiej ludności Macedonii.
Przed wojnami bałkańskimi Egzarchat Bułgarski posiadał w Macedonii eparchie ochrydzką, bitolską, debarską, strumicką, skopijską, newrokopską, weleską, kosturską, sołuńską, lerińską, wodeńską, kukuską, sereską, melnicką, dramską, z czego obsadzonych przez biskupów było pierwszych siedem, a pozostałymi zarządzali administratorzy (namiestnicy).
Klęska Bułgarii w II wojnie bałkańskiej sprawiła, że wraz z granicami państwowymi zmieniły się także granice Egzarchatu Bułgarskiego. Pięć eparchii w Macedonii przeszło do Serbskiego Kościoła Prawosławnego, zaś administratury w południowej Dobrudży – do Rumuńskiego Kościoła Prawosławnego. Zlikwidowana została eparchia w Turcji europejskiej. Mimo to egzarcha Józef do końca życia (zmarł w 1915) miał nadzieję na podporządkowanie struktur prawosławnych w Macedonii kierowanej przez siebie administraturze. Stało się tak na krótko w 1915, po wejściu Bułgarów (walczących w I wojnie światowej po stronie Państw Centralnych) do Macedonii. Klęska Bułgarii w wojnie uniemożliwiła zachowanie takiego stanu rzeczy.

#### 1915–1945
Po śmierci Józefa w 1915 nie wybrano nowego zwierzchnika Egzarchatu Bułgarskiego. Był on odtąd zarządzany kolektywnie przez Święty Synod. W jego skład wchodziło dwunastu biskupów, a cała struktura znajdowała się pod ścisłym nadzorem władz państwowych. Autorytet Kościoła w latach międzywojennych spadł.        
Po raz ostatni Egzarchat Bułgarski usiłował odbudować swoje struktury w Macedonii w czasie II wojny światowej i bułgarskiej okupacji Macedonii. W czasie II wojny światowej prawosławne duchowieństwo bułgarskie zaangażowało się w obronę bułgarskiej ludności żydowskiej przed wywózkami do obozów zagłady. Szczególnie aktywnie występowali na rzecz Żydów metropolici sofijski Stefan oraz płowdiwski Cyryl.

#### Od przejęcia władzy przez komunistów do restauracji Patriarchatu Bułgarii
Egzarchat Bułgarii odniósł się do objęcia władzy w kraju przez komunistów po II wojnie światowej raczej negatywnie. Z dwunastu członków Synodu tylko trzech poparło nowe władze, to oni jednak pełnili w nim funkcje przewodniczącego i sekretarza. 21 stycznia 1945, trzydzieści lat po śmierci egzarchy Józefa, możliwe było przeprowadzenie wyboru jego następcy, którym został metropolita sofijski Stefan. W maju roku następnego stosunki między państwem a Egzarchatem znacznie się pogorszyły. O ile sekretarz KC Bułgarskiej Partii Komunistyczna Georgi Dymitrow zapewniał, że rola historyczna Cerkwi w Bułgarii zostanie doceniona, podkreślał jednak również, że cerkiew powinna być „ludowa, republikańska i postępowa”. Od 1947 władze komunistyczne usuwały z urzędów cerkiewnych otwarcie wrogich wobec nich duchownych. Rok później urząd stracił (formalnie przeniesiony w stan spoczynku przez Synod), egzarcha Stefan, który padł także ofiarą intryg zazdrosnych o jego autorytet innych biskupów. Z kolei sprzyjające lewicy białe duchowieństwo prawosławne utworzyło w 1948 Związek Księży Prawosławnych, który istniał przez siedem lat, do momentu, gdy postawa bułgarskiej hierarchii straciła ostatnie cechy opozycyjności wobec władz.
Wprowadzenie ustawy o stowarzyszeniach religijnych z 1949 bardzo utrudniło sytuację egzarchatu, który stracił prawo do wydawania samodzielnej, niecenzurowanej prasy, musiał przekazać ministerstwu zdrowia swoje instytucje dobroczynne, jak również przestał uzyskiwać państwowe dopłaty. Jego działalność miała ograniczać się do sprawowania kultu, zaś duchowieństwu zabraniała krytykować rząd. W miejsce dwóch seminariów duchownych w Płowdiwie i Sofii utworzono jedno, w Czerepiszu. Co najmniej trzech duchownych zostało zamordowanych bez wyroku sądowego, zaś dwóch biskupów (metropolici płowdiwski Cyryl oraz wraczański Paisjusz) – oskarżonych o zbrodnie wojenne i na krótko uwięzionych.
W 1953, po wyborze pierwszego od 1395 patriarchy Bułgarii (został nim metropolita płowdiwski Cyryl), Egzarchat Bułgarski został przekształcony w Patriarchat Bułgarski.